# سوريون أفارقة
السوريون الأفارقة هم سوريون من أصل أفريقي أسود. وهم يعيشون بشكل شبه كامل في جنوب غرب محافظة درعا ومرتفعات الجولان المتاخمة، ولا يعيش سوى حفنة منهم في أجزاء أخرى من سوريا وأجزاء أخرى من العالم. أما خارج درعا، فإن وجودهم غير معروف تقريبا.

## تاريخ
هناك العديد من الأصول المختلفة للسوريين من أصل أفريقي، وأكثر هذه الأصول شيوعا هي تجارة الرقيق العربية، والمسلمون الأفارقة الذين استقروا في سوريا عندما كانت واحدة من مراكز التعليم في العصر الذهبي الإسلامي، واللاجئين الأفارقة الذين حصلوا على الجنسية السورية، والمهاجرين السوريين في أفريقيا الذين اختلطوا مع الأفارقة المحليين، والمهاجرين السوريين في البرازيل الذين اختلطوا مع البرازيليين من أصل أفريقي، والزواج بين المنتمين لأصول مختلفة بين السود والسوريين. تجدر الإشارة إلى أن السودان والصومال مدرجان في قائمة أكثر المناطق شيوعا لأسلاف الافارقة - السوريين حيث أن هناك صلات بين السودان وسوريا منذ انتشار الإسلام والزيادة السريعة في عدد اللاجئين السوريين في السودان واللاجئين السودانيين في سوريا. وقع معظم السوريين من أصل أفريقي تحت حكم داعش خلال الحرب الأهلية السورية. هناك مجتمع من الشيعة الأفارقة السوريين في دمشق. كما يقيم العديد من الفلسطينيين من أصل أفريقي في مخيمات اللاجئين في سوريا. هاجر حوالي 3,500 شخص من غرب أفريقيا إلى سوريا حوالي عام 1948 لأغراض دينية، وانتهى بهم الأمر بالاندماج الكامل، لغويا وثقافيا مع السوريين المحليين بعد منحهم الجنسية السورية.

## الوضع الاجتماعي
لا يعرف وجود السوريين الأفارقة إلا قليلا في درعا، وهو غير معروف أساسا في أجزاء أخرى من سوريا. يتركز السوريون الأفارقة بشكل كبير في جنوب غرب درعا. هم أصغر مجموعة أفريقية عربية. وعلاوة على الحرب، قد يتعرض السوريون الأفارقة للتمييز، في حين أن العرب الأفارقة من بلدان أخرى لديهم بعض التمثيل، ولا يحصل السوريون الأفارقة على أي تمثيل على الإطلاق. يتم تنميط السوريين بشكل كبير في جميع أنحاء العالم العربي على أنهم بيض أو ذوي بشرة فاتحة، مما يجعل الأمور أسوأ بالنسبة للسوريين الأفارقة.